# Catador de material reciclável

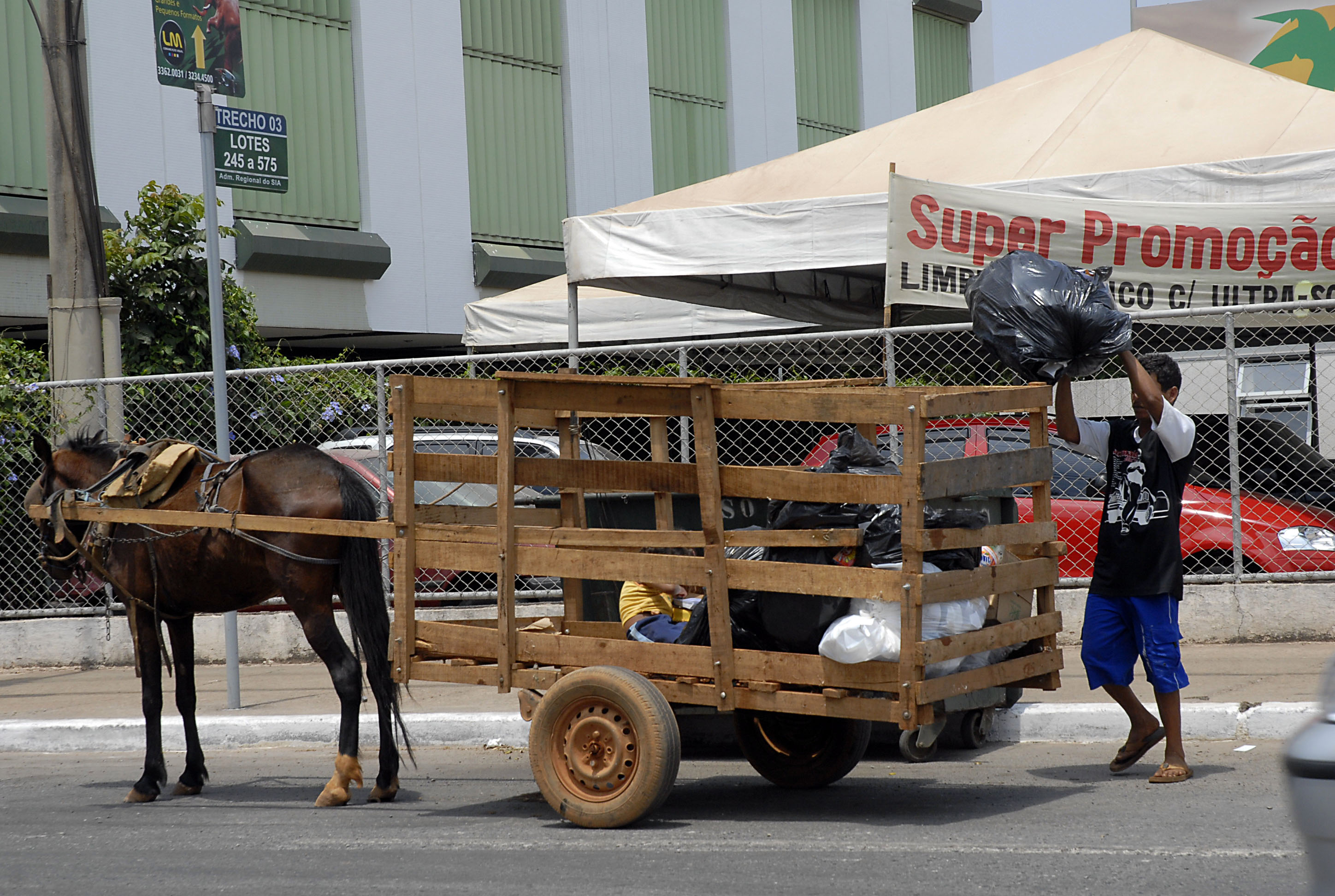
Ein Catador, der Papier in den Straßen von Brasília der Hauptstadt Brasiliens sammelt

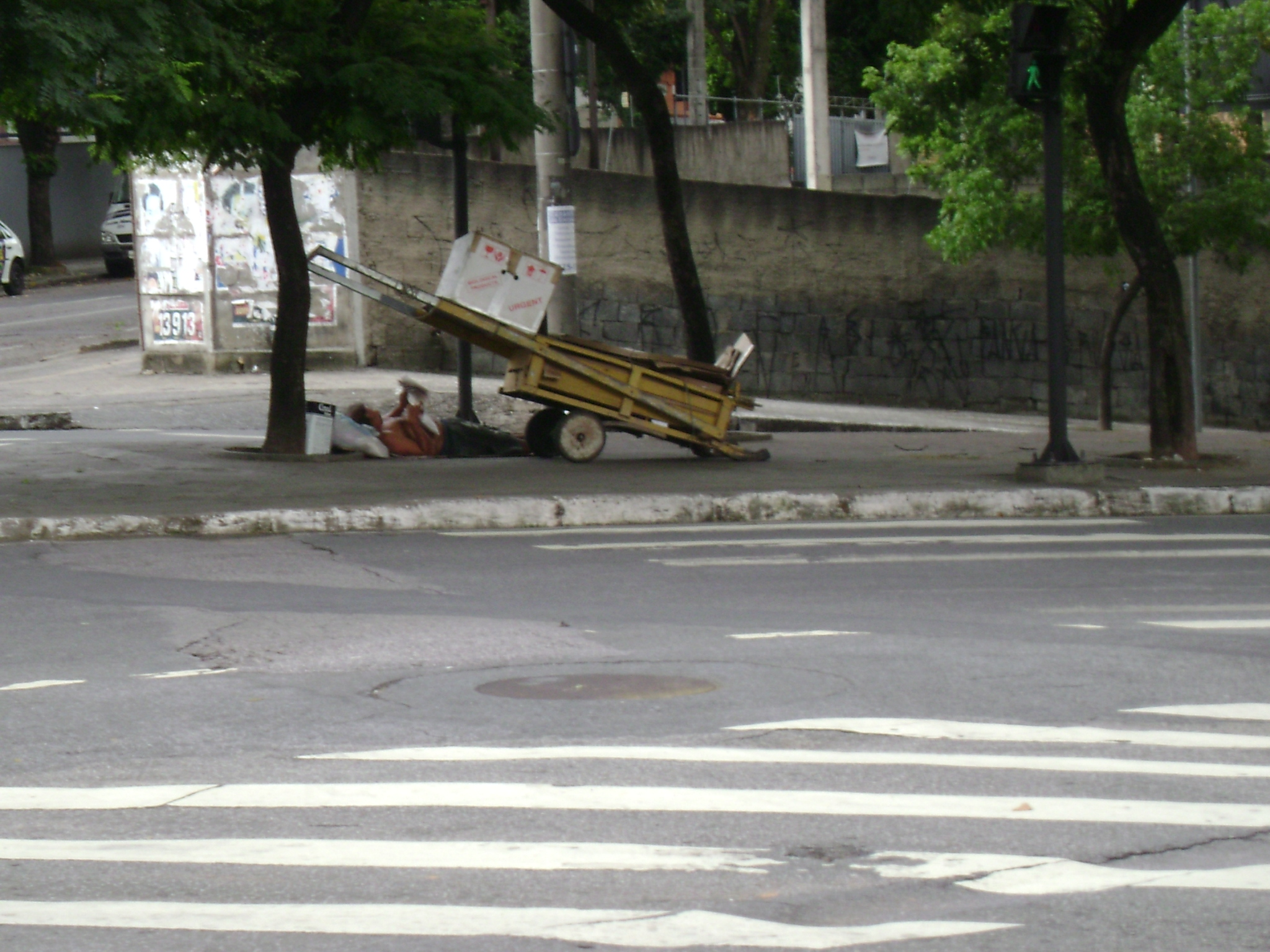
Ein Catador in den Straßen von Belo Horizonte

Catador de material reciclável oder kurz Catador werden in Brasilien Arbeiter im urbanen Raum genannt, die wiederverwertbare Feststoffe sammeln. Das sind häufig Zellstoffe, Aluminium oder Glas.
Laut der nationalen Umfrage über die Grundversorgung mit Sanitärtechnik des Instituto Brasileiro de Geografia e Estatística (IBGE) aus dem Jahr 2008 haben von 5507 Gemeinden ungefähr 50 % freiliegende Mülldeponien, die sich oft an Bachläufen befinden. Weil dort keinerlei Behandlung des Mülls erfolgt, verschmutzt dieser oft – verbunden mit großen Risiken für die Bevölkerung – den Boden, das Wasser und die Luft.
Neben Umweltverschmutzung ist ein Haupteffekt an diesen Orten die soziale Abwertung durch die Anwesenheit der Sammler auf den Müllhalden. Sowohl Erwachsene als auch Kinder leben von der kommerzialisierten Sortierung von wiederverwertbaren Stoffen im städtischen Abfall. Die Arbeit dieser Menschen unter sehr zweifelhaften Bedingungen setzt sie allen Arten von Verschmutzung und Krankheit aus, weil oftmals auch Nahrungsmittel aus dem Müll bezogen werden. Außerdem können wiederverwertbare Materialien unter diesen Bedingungen nur in schlechter Qualität gewonnen werden, was auch mit den üblicherweise niedrigen Preisen dafür belegt werden kann. Die Catadores müssen mit wenigen sozialen und Arbeiter-Rechten leben und sind dabei vom Reichtum, den der Recyclingmarkt produziert, ausgeschlossen. Obwohl sie eigentlich in der Schule sein müssten, sind viele Kinder und Heranwachsende gezwungen, diese Arbeit zu nutzen, um das eigene Überleben zu sichern.
Auch arbeiten die Catadores in der Mehrzahl der Straßen in brasilianischen Gemeinden. Die Zahl der Catadores variiert von Stadt zu Stadt und es existiert, ohne dass es eine exakte Schätzung gäbe, einen unleugbaren Bedarf dieser Tätigkeiten in den Städten, welche von der steigenden Arbeitslosigkeit im Land gefördert wird.

## Arbeitsbedingungen der Catadores
Die Arbeit der Catadores hat eine große Bedeutung für die Gesellschaft und die Umwelt, weil dadurch 10 bis 20 % des städtischen Hausmülls gesammelt werden. Dadurch wird eine öffentliche Aufgabe erfüllt, deren Verantwortung laut Verfassung bei der örtlichen Behörde liegt. Dennoch wird diesen Arbeitern nicht die gebührende Aufmerksamkeit seitens der öffentlichen Hand und der Gesellschaft zuteil. Ganz im Gegenteil werden sie oft mit Bettlern und Landstreichern verwechselt und erfahren Unterdrückung und Verachtung. Die Identität dieser Bevölkerungsgruppe, welche Männer und Frauen aus verschiedenen Altersgruppen umfasst, sowie Jugendliche und Heranwachsende umfasst, bildet sich demzufolge unter definierbaren widersprüchlichen sozialen Bedingungen. Weil die Catadores in einem Zustand von Ausgrenzung leben, nehmen sie ihre Rechte als Bürger nur eingeschränkt war und wissen oft nicht, wie sie diese fordern können.
Das Sammeln von Papier, Karton oder anderer verwertbarer Materialien vereinnahmt in der Regel die Arbeitskraft der ganzen Familie ganz gleich ob auf der Straße oder beim Einlagern des Materials. Obgleich eine Erhebung unter 11000 Menschen in São Paulo ergab, dass die Mehrheit der Obdachlosen von dieser Tätigkeit leben, sind nicht alle Müllsammler Obdachlose. Eine andere Bevölkerungsgruppe die häufig als Catadores arbeiten sind Arme, die sich mit Gelegenheitsjobs, durch staatliche Arbeitsprogramme oder von selbst erworbenem Land ernähren. Die Familien deren Einkommen die Müllsammlung ist, leben oft in abgelegenen Gebieten, was einen Zugang zu sozialen Einrichtungen, Schulen oder medizinischer Versorgung erschwert. Oft nehmen die Kinder und Jugendlichen dauerhaft nicht am Schulunterricht teil und haben nicht den Zugang zum Gesundheitssystem, der ihnen rechtlich zusteht. Viele der Jungen und Mädchen sind unterernährt und gesundheitlich beeinträchtigt. Die Behausungen und Baracken in der Nähe von Müllhalden sind oft der Grund von Unfällen und Jugendliche haben mit sexuellem Missbrauch, frühzeitiger Schwangerschaft und Drogenmissbrauch zu kämpfen.
Im Gegensatz zur schwachen wirtschaftlichen Lage dieser gesellschaftlichen Schicht kann beobachtet werden, dass das Müllaufkommen und die Verschwendung von Materialien im Allgemeinen zunehmen. Laut dem brasilianischen Institut für Geographie und Statistik wuchs im Zeitraum von 1989 bis 2000 die brasilianische Bevölkerung um 16 %, während die Menge des gesammelten Mülls um 56 % wuchs. Als Begleiterscheinungen einer industrialisierten Wirtschaft und aggressiven Marketings tragen Verpackungen, Wegwerfartikel und Produkte mit geringer Lebensdauer zum Anstieg des Müllaufkommens bei. Die Entfremdung der Gesellschaft von den Problemen die mit dem Müllaufkommen zu tun haben, der von jedem Stadtbewohner erzeugt wird, ist im Hinblick auf die Verschwendung und den Wert einer sauberen Innenstadt erschreckend. Außer den kulturellen Aspekten, zeigt sich die Überforderung der technischen Abteilungen der Entsorgungsbetriebe in der Verwaltung von Abfällen und die Abwesenheit vorausschauender Politik, welche die Gesellschaft beim Finden von Lösungen und die Catadores in die Abfallwirtschaft miteinbezieht.
Gruppen von Müllsammlern, die Hilfe von Institutionen erhalten haben, konnten sich in Vereinen und Kooperativen organisieren und erarbeiteten sich dadurch die Anerkennung ihrer Arbeit durch Bezirksregierungen und Ortsgemeinschaften. Diese Erfahrungen haben sich als effektive Alternativen der sozio-ökonomischen Integration herausgestellt, weil sie im Wesentlichen die Rückbesinnung der Arbeiter auf ihre Staatsbürgerschaft fördert, indem sie ihre Fähigkeiten als professionelle Fachkenntnisse bescheinigt und eine angemessene Infrastruktur bereitstellt, welche eine nachhaltige finanzielle Grundlage darstellt. Durch diesen Vorgang werden Projekte der Arbeitsbeschaffung und Einkommensbeschaffung konstruiert und umgesetzt, welche innerhalb des sozialen Netzes das Potential haben unzählige Existenzen vor dem zuvor sicheren Abdriften in Randgruppen zu bewahren.